# 2008-as WTA-szezon
Az alábbi táblázat a 2008-as WTA-tenisztornák eredményeit foglalja össze.

## Az év kiemelkedő magyar eredményei
Szávay Ágnes egyéniben döntőt játszott Párizsban, párosban győzött Gold Coaston.

## Versenynaptár

### Január
| Időpont                | Torna                                                   | Kategória  | Győztes                                     | Ellenfél a döntőben         | Elődöntősök                        | Negyeddöntősök                                                      |
| ---------------------- | ------------------------------------------------------- | ---------- | ------------------------------------------- | --------------------------- | ---------------------------------- | ------------------------------------------------------------------- |
| december 31.           | MAW Hardcourts Gold Coast, Ausztrália Kemény            | Tier III   | Li Na 4–6, 6–3, 6–4                         | Viktorija Azarenka          | Patty Schnyder Sahar Peér          | Nicole Vaidisova Amelie Mauresmo Gyinara Szafina Dominika Cibulkova |
| december 31.           | MAW Hardcourts Gold Coast, Ausztrália Kemény            | Tier III   | Szafina / Szávay 6–1, 6–2                   | Jen / Csie                  | Patty Schnyder Sahar Peér          | Nicole Vaidisova Amelie Mauresmo Gyinara Szafina Dominika Cibulkova |
| december 31.           | ASB Classic Auckland, Új-Zéland Kemény                  | Tier IV    | Lindsay Davenport 6–2, 6–2                  | Aravane Rezai               | Marina Erakovic Tamira Paszek      | Vera Zvonarjova Katarina Srebotnik Sara Errani Marija Kirilenko     |
| december 31.           | ASB Classic Auckland, Új-Zéland Kemény                  | Tier IV    | Koritceva / Osterloh 6–3, 6–4               | Müller / Zahlavová-Strýcová | Marina Erakovic Tamira Paszek      | Vera Zvonarjova Katarina Srebotnik Sara Errani Marija Kirilenko     |
| január 7.              | Medibank International Sydney, Ausztrália kemény        | Tier II    | Justine Henin 4–6, 6–2, 6–4                 | Szvetlana Kuznyecova        | Ana Ivanovic Nicole Vaidisova      | Kaia Kanepi Katarina Srebotnik Jelena Janković Francesca Schiavone  |
| január 7.              | Medibank International Sydney, Ausztrália kemény        | Tier II    | Jen / Csie 6–4, 7–6(5)                      | Perebijnyisz / Pucsek       | Ana Ivanovic Nicole Vaidisova      | Kaia Kanepi Katarina Srebotnik Jelena Janković Francesca Schiavone  |
| január 7.              | Moorilla Hobart International Hobart, Ausztrália kemény | Tier IV    | Eleni Daniilidou visszalépett               | Vera Zvonarjova             | Flavia Pennetta Ashley Harkleroad  | Casey Dellacqua Sania Mirza Edina Gallovits Jelena Vesznyina        |
| január 7.              | Moorilla Hobart International Hobart, Ausztrália kemény | Tier IV    | Medina Garrigues / Ruano Pascual 6–2, 6–4   | Daniilidou / Woehr          | Flavia Pennetta Ashley Harkleroad  | Casey Dellacqua Sania Mirza Edina Gallovits Jelena Vesznyina        |
| január 17. (két hetes) | Australian Open Melbourne, Ausztrália kemény            | Grand Slam | Marija Sarapova 7–5, 6–3                    | Ana Ivanovic                | Jelena Janković Daniela Hantuchova | Justine Henin Serena Williams Venus Williams Agnieszka Radwanska    |
| január 17. (két hetes) | Australian Open Melbourne, Ausztrália kemény            | Grand Slam | A. Bondarenko / K. Bondarenko 2–6, 6–1, 6–4 | Azarenka / Peér             | Jelena Janković Daniela Hantuchova | Justine Henin Serena Williams Venus Williams Agnieszka Radwanska    |
| január 17. (két hetes) | Australian Open Melbourne, Ausztrália kemény            | Grand Slam | Vegyes Páros: Zimonjic / Szun 7–6(4), 6–4   | Bhupathi / Mirza            | Jelena Janković Daniela Hantuchova | Justine Henin Serena Williams Venus Williams Agnieszka Radwanska    |

### Február
| Időpont     | Torna                                                                 | Kategória | Győztes                                      | Ellenfél a döntőben     | Elődöntősök                             | Negyeddöntősök                                                           |
| ----------- | --------------------------------------------------------------------- | --------- | -------------------------------------------- | ----------------------- | --------------------------------------- | ------------------------------------------------------------------------ |
| február 4.  | Open Gaz de France Párizs, Franciaország kemény (fedett)              | Tier II   | Anna Csakvetadze 6–3, 2–6, 6–2               | Szávay Ágnes            | Marion Bartoli Jelena Gyementyjeva      | Amelie Mauresmo Virginie Razzano Katerina Bondarenko Daniela Hantuchova  |
| február 4.  | Open Gaz de France Párizs, Franciaország kemény (fedett)              | Tier II   | A. Bondarenko / K. Bondarenko 6–1, 6–4       | Uhlirova / Hrdinova     | Marion Bartoli Jelena Gyementyjeva      | Amelie Mauresmo Virginie Razzano Katerina Bondarenko Daniela Hantuchova  |
| február 4.  | Pattaya Women's Open Pattaja, Thaiföld kemény                         | Tier IV   | Agnieszka Radwanska 6–2, 1–6, 7-6(4)         | Jill Craybas            | Jekatyerina Bicskova Akgül Amanmuradova | Tamarine Tanasugarn Veszna Manaszjeva Csan Jung-zsan Andreja Klepac      |
| február 4.  | Pattaya Women's Open Pattaja, Thaiföld kemény                         | Tier IV   | Csan / Csuang 6–4, 6–3                       | Hszie / King            | Jekatyerina Bicskova Akgül Amanmuradova | Tamarine Tanasugarn Veszna Manaszjeva Csan Jung-zsan Andreja Klepac      |
| február 11. | Proximus Diamond Games Antwerpen, Belgium kemény (fedett)             | Tier II   | Justine Henin 6–3, 6–3                       | Karin Knapp             | Bacsinszky Tímea Li Na                  | Alisza Klejbanova Daniela Hantuchová Patty Schnyder Sofia Arvidsson      |
| február 11. | Proximus Diamond Games Antwerpen, Belgium kemény (fedett)             | Tier II   | Black / Huber 6–1, 6–3                       | Peschke / Szugijama     | Bacsinszky Tímea Li Na                  | Alisza Klejbanova Daniela Hantuchová Patty Schnyder Sofia Arvidsson      |
| február 11. | Cachantún Cup Viña del Mar, Chile vörös salak                         | Tier III  | Flavia Pennetta 6–4, 5–4 ret.                | Klara Zakopalova        | Pauline Parmentier Marija Koritceva     | Kaia Kanepi Martina Müller Nuria Llagostera Vives Lourdes Dominguez Lino |
| február 11. | Cachantún Cup Viña del Mar, Chile vörös salak                         | Tier III  | Dekmeijere / Rosolska 7–5, 6–3               | Koritceva / Schruff     | Pauline Parmentier Marija Koritceva     | Kaia Kanepi Martina Müller Nuria Llagostera Vives Lourdes Dominguez Lino |
| február 18. | Qatar Total Open Doha, Katar kemény                                   | Tier I    | Marija Sarapova 6–1, 2–6, 6–0                | Vera Zvonarjova         | Agnieszka Radwanska Li Na               | Dominika Cibulkova Caroline Wozniacki Jelena Janković Sybille Bammer     |
| február 18. | Qatar Total Open Doha, Katar kemény                                   | Tier I    | Peschke / Stubbs 6–1, 5–7, 10–7              | Black / Huber           | Agnieszka Radwanska Li Na               | Dominika Cibulkova Caroline Wozniacki Jelena Janković Sybille Bammer     |
| február 18. | Copa Colsanitas Bogotá, Kolumbia vörös salak                          | Tier III  | Nuria Llagostera Vives 6–0, 6–4              | Maria Emilia Salerni    | Betina Jozami Carla Suárez Navarro      | Martina Müller Sara Errani Catalina Castano Mariana Duque Marino         |
| február 18. | Copa Colsanitas Bogotá, Kolumbia vörös salak                          | Tier III  | Benesova / Mattek 6–3, 6–3                   | Kostanic Tosic / Müller | Betina Jozami Carla Suárez Navarro      | Martina Müller Sara Errani Catalina Castano Mariana Duque Marino         |
| február 25. | Dubai Open Dubaj, Egyesült Arab Emírségek kemény                      | Tier II   | Jelena Gyementyjeva 4–6, 6–3, 6–2            | Szvetlana Kuznyecova    | Francesca Schiavone Jelena Janković     | Justine Henin Ana Ivanovic Anna Csakvetadze Amelie Mauresmo              |
| február 25. | Dubai Open Dubaj, Egyesült Arab Emírségek kemény                      | Tier II   | Black / Huber 7–5, 6–2                       | Jen / Csie              | Francesca Schiavone Jelena Janković     | Justine Henin Ana Ivanovic Anna Csakvetadze Amelie Mauresmo              |
| február 25. | Cellular South Cup Memphis, Amerikai Egyesült Államok kemény (fedett) | Tier III  | Lindsay Davenport 6–2, 6–1                   | Olga Govorcova          | Marina Erakovic Sahar Peér              | Alla Kudryavtseva Caroline Wozniacki Sofia Arvidsson Julia Görges        |
| február 25. | Cellular South Cup Memphis, Amerikai Egyesült Államok kemény (fedett) | Tier III  | Davenport / Raymond 6–3, 6–1                 | Haynes / Washington     | Marina Erakovic Sahar Peér              | Alla Kudryavtseva Caroline Wozniacki Sofia Arvidsson Julia Görges        |
| február 25. | Abierto Mexicano Telcel Acapulco, Mexikó vörös salak                  | Tier III  | Flavia Pennetta 6–0, 4–6, 6–1                | Alize Cornet            | Kaia Kanepi Jill Craybas                | Edina Gallovits Sorana Cirstea Iveta Benesova Marija Koritceva           |
| február 25. | Abierto Mexicano Telcel Acapulco, Mexikó vörös salak                  | Tier III  | Llagostera Vives / Martinez Sanchez 6–2, 6–4 | Benesova / Cetkovska    | Kaia Kanepi Jill Craybas                | Edina Gallovits Sorana Cirstea Iveta Benesova Marija Koritceva           |

### Március
| Időpont             | Torna                                                            | Kategória | Győztes                              | Ellenfél a döntőben  | Elődöntősök                          | Negyeddöntősök                                                            |
| ------------------- | ---------------------------------------------------------------- | --------- | ------------------------------------ | -------------------- | ------------------------------------ | ------------------------------------------------------------------------- |
| március 3.          | Bangalore Open Bangalor, India kemény                            | Tier II   | Serena Williams 7–5, 6–3             | Patty Schnyder       | Jen Ce Venus Williams                | Jelena Janković Akgül Amanmuradova Anasztaszja Rogyionova Vera Zvonarjova |
| március 3.          | Bangalore Open Bangalor, India kemény                            | Tier II   | Peng / Szun 6–4, 5–7, 10–8           | Csan / Csuang        | Jen Ce Venus Williams                | Jelena Janković Akgül Amanmuradova Anasztaszja Rogyionova Vera Zvonarjova |
| március 10. (2 hét) | Pacific Life Open Indian Wells, Amerikai Egyesült Államok kemény | Tier I    | Ana Ivanovic 6–4, 6–3                | Szvetlana Kuznyecova | Jelena Janković Marija Sarapova      | Vera Zvonarjova Lindsay Davenport Daniela Hantuchova Agnieszka Radwanska  |
| március 10. (2 hét) | Pacific Life Open Indian Wells, Amerikai Egyesült Államok kemény | Tier I    | Szafina / Vesznyina 6–1, 1–6, 10–8   | Jen / Csie           | Jelena Janković Marija Sarapova      | Vera Zvonarjova Lindsay Davenport Daniela Hantuchova Agnieszka Radwanska  |
| március 24. (2 hét) | Sony Ericsson Open Miami, USA kemény                             | Tier I    | Serena Williams 6–1, 5–7, 6–3        | Jelena Janković      | Szvetlana Kuznyecova Vera Zvonarjova | Justine Henin Venus Williams Jelena Gyementyjeva Gyinara Szafina          |
| március 24. (2 hét) | Sony Ericsson Open Miami, USA kemény                             | Tier I    | Srebotnik / Szugijama 7–5, 4–6, 10–3 | Black / Huber        | Szvetlana Kuznyecova Vera Zvonarjova | Justine Henin Venus Williams Jelena Gyementyjeva Gyinara Szafina          |

### Április
| Időpont     | Torna                                                                           | Kategória | Győztes                              | Ellenfél a döntőben     | Elődöntősök                         | Negyeddöntősök                                                  |
| ----------- | ------------------------------------------------------------------------------- | --------- | ------------------------------------ | ----------------------- | ----------------------------------- | --------------------------------------------------------------- |
| április 4.  | Bausch & Lomb Championships Amelia Island, Amerikai Egyesült Államok zöld salak | Tier II   | Marija Sarapova 7–6(7), 6–3          | Dominika Cibulkova      | Lindsay Davenport Alize Cornet      | Aljona Bondarenko Szávay Ágnes Virginie Razzano Amelie Mauresmo |
| április 4.  | Bausch & Lomb Championships Amelia Island, Amerikai Egyesült Államok zöld salak | Tier II   | Mattek / Uhlirova 6–3, 6–1           | Azarenka / Vesznyina    | Lindsay Davenport Alize Cornet      | Aljona Bondarenko Szávay Ágnes Virginie Razzano Amelie Mauresmo |
| április 14. | Family Circle Cup Charleston, Amerikai Egyesült Államok zöld salak              | Tier I    | Serena Williams 6–4, 3–6, 6–3        | Vera Zvonarjova         | Jelena Gyementyjeva Alize Cornet    | Jelena Janković Patty Schnyder Szávay Ágnes Marija Sarapova     |
| április 14. | Family Circle Cup Charleston, Amerikai Egyesült Államok zöld salak              | Tier I    | Srebotnik / Szugijama 6–2, 6–2       | Gallovits / Govorcova   | Jelena Gyementyjeva Alize Cornet    | Jelena Janković Patty Schnyder Szávay Ágnes Marija Sarapova     |
| április 14. | Estoril Open Oeiras, Portugália vörös salak                                     | Tier IV   | Marija Kirilenko 6–4, 6–2            | Iveta Benesova          | Maret Ani Klara Zakopalova          | Camille Pin Olga Szavcsuk Karin Knapp Tathiana Garbin           |
| április 14. | Estoril Open Oeiras, Portugália vörös salak                                     | Tier IV   | Kirilenko / Pennetta 6–4, 6–4        | Jugic-Salkic / Senoglu  | Maret Ani Klara Zakopalova          | Camille Pin Olga Szavcsuk Karin Knapp Tathiana Garbin           |
| április 28. | Grand Prix de SAR La Princesse Lalla Meryem Fez, Marokkó vörös salak            | Tier IV   | Gisela Dulko 7–6(2), 7–6(5)          | Anabel Medina Garrigues | Arn Gréta Aravane Rezai             | Olga Szavcsuk Petra Cetkovska Alisza Klejbanova Sorana Cirstea  |
| április 28. | Grand Prix de SAR La Princesse Lalla Meryem Fez, Marokkó vörös salak            | Tier IV   | Cirstea / Pavljucsenkova 6–2, 6–2    | Klejbanova / Makarova   | Arn Gréta Aravane Rezai             | Olga Szavcsuk Petra Cetkovska Alisza Klejbanova Sorana Cirstea  |
| április 28. | ECM Prague Open Prága, Csehország vörös salak                                   | Tier IV   | Vera Zvonarjova 7–6(2), 6–2          | Viktorija Azarenka      | Katarina Srebotnik Klara Zakopalova | Roberta Vinci Iveta Benesova Karolina Pliskova Sahar Peér       |
| április 28. | ECM Prague Open Prága, Csehország vörös salak                                   | Tier IV   | Hlavackova / Hradecka 1–6, 6–3, 10–6 | Craybas / Krajicek      | Katarina Srebotnik Klara Zakopalova | Roberta Vinci Iveta Benesova Karolina Pliskova Sahar Peér       |

### Május
| Időpont           | Torna                                                              | Kategória  | Győztes                                        | Ellenfél a döntőben                 | Elődöntősök                          | Negyeddöntősök                                                      |
| ----------------- | ------------------------------------------------------------------ | ---------- | ---------------------------------------------- | ----------------------------------- | ------------------------------------ | ------------------------------------------------------------------- |
| május 5.          | Qatar Telecom German Open Berlin, Németország vörös salak          | Tier I     | Gyinara Szafina 3–6, 6–2, 6–2                  | Jelena Gyementyjeva                 | Viktorija Azarenka Ana Ivanovic      | Serena Williams Aljona Bondarenko Jelena Janković Szávay Ágnes      |
| május 5.          | Qatar Telecom German Open Berlin, Németország vörös salak          | Tier I     | Black / Huber 3–6, 6–2, 10–2                   | Llagostera Vives / Martinez Sanchez | Viktorija Azarenka Ana Ivanovic      | Serena Williams Aljona Bondarenko Jelena Janković Szávay Ágnes      |
| május 14.         | Internazionali BNL d'Italia Róma, Olaszország vörös salak          | Tier I     | Jelena Janković 6–2, 6–2                       | Alize Cornet                        | Anna Csakvetadze Marija Sarapova     | Cvetana Pironkova Serena Williams Venus Williams Patty Schnyder     |
| május 14.         | Internazionali BNL d'Italia Róma, Olaszország vörös salak          | Tier I     | Csan / Csuang 7–6(5), 6–3                      | Benesova / Husarova                 | Anna Csakvetadze Marija Sarapova     | Cvetana Pironkova Serena Williams Venus Williams Patty Schnyder     |
| május 19.         | İstanbul Cup Isztambul, Törökország vörös salak                    | Tier III   | Agnieszka Radwanska 6–3, 6–2                   | Jelena Gyementyjeva                 | Akgül Amanmuradova Cvetana Pironkova | Jill Craybas Nagyja Petrova Olga Govorcova Andreja Klepac           |
| május 19.         | İstanbul Cup Isztambul, Törökország vörös salak                    | Tier III   | Craybas / Govorcova 6–1, 6–2                   | Erakovic / Hercog                   | Akgül Amanmuradova Cvetana Pironkova | Jill Craybas Nagyja Petrova Olga Govorcova Andreja Klepac           |
| május 19.         | Internationaux de Strasbourg Strasbourg, Franciaország vörös salak | Tier III   | Anabel Medina Garrigues 4–6, 7–6(4), 6–0       | Katarina Srebotnik                  | Csan Jung-zsan Bacsinszky Tímea      | Peng Suaj Szugijama Ai Flavia Pennetta Aljona Bondarenko            |
| május 19.         | Internationaux de Strasbourg Strasbourg, Franciaország vörös salak | Tier III   | Perebijnyisz / Jen 6–4, 6–7(3), 10–6           | Csan / Csuang                       | Csan Jung-zsan Bacsinszky Tímea      | Peng Suaj Szugijama Ai Flavia Pennetta Aljona Bondarenko            |
| május 26. (2 hét) | Roland Garros Párizs, Franciaország vörös salak                    | Grand Slam | Ana Ivanovic 6–4, 6–3                          | Gyinara Szafina                     | Szvetlana Kuznyecova Jelena Janković | Jelena Gyementyjeva Kaia Kanepi Carla Suárez Navarro Patty Schnyder |
| május 26. (2 hét) | Roland Garros Párizs, Franciaország vörös salak                    | Grand Slam | Medina Garrigues / Ruano Pascual 2–6, 7–5, 6–4 | Dellacqua / Schiavone               | Szvetlana Kuznyecova Jelena Janković | Jelena Gyementyjeva Kaia Kanepi Carla Suárez Navarro Patty Schnyder |
| május 26. (2 hét) | Roland Garros Párizs, Franciaország vörös salak                    | Grand Slam | Vegyes Páros: Azarenka / B. Bryan 6–2, 7–6(4)  | Srebotnik / Zimonjic                | Szvetlana Kuznyecova Jelena Janković | Jelena Gyementyjeva Kaia Kanepi Carla Suárez Navarro Patty Schnyder |

### Június
| Időpont            | Torna                                                        | Kategória  | Győztes                                        | Ellenfél a döntőben                 | Elődöntősök                                  | Negyeddöntősök                                                          |
| ------------------ | ------------------------------------------------------------ | ---------- | ---------------------------------------------- | ----------------------------------- | -------------------------------------------- | ----------------------------------------------------------------------- |
| június 9.          | DFS Classic Birmingham, Egyesült Királyság fű                | Tier III   | Katerina Bondarenko 7–6(7), 3–6, 7–6(4)        | Yanina Wickmayer                    | Marina Erakovic Bethanie Mattek              | Petra Cetkovska Aljona Bondarenko Melanie South Nicole Vaidisova        |
| június 9.          | DFS Classic Birmingham, Egyesült Királyság fű                | Tier III   | Black / Huber 6–2, 6–1                         | Bremond / Ruano Pascual             | Marina Erakovic Bethanie Mattek              | Petra Cetkovska Aljona Bondarenko Melanie South Nicole Vaidisova        |
| június 9.          | Barcelona KIA Barcelona, Spanyolország vörös salak           | Tier IV    | Marija Kirilenko 6–0, 6–2                      | Maria Jose Martinez                 | Nuria Llagostera Vives Stephanie Cohen-Aloro | Sara Errani Lucie Safarova Jekatyerina Ivanova Edina Gallovits          |
| június 9.          | Barcelona KIA Barcelona, Spanyolország vörös salak           | Tier IV    | Dominguez Lino / Parra Santonja 4–6, 7–5, 10–4 | Llagostera Vives / Martinez Sanchez | Nuria Llagostera Vives Stephanie Cohen-Aloro | Sara Errani Lucie Safarova Jekatyerina Ivanova Edina Gallovits          |
| június 16.         | International Women's Open Eastbourne, Egyesült Királyság fű | Tier II    | Agnieszka Radwanska 6-4, 6-7(11), 6-4          | Nagyja Petrova                      | Samantha Stosur Marion Bartoli               | Caroline Wozniacki Jekatyerina Makarova Gisela Dulko Alisza Klejbanova  |
| június 16.         | International Women's Open Eastbourne, Egyesült Királyság fű | Tier II    | Black / Huber 2-6, 6-0, 10-8                   | Peschke / Stubbs                    | Samantha Stosur Marion Bartoli               | Caroline Wozniacki Jekatyerina Makarova Gisela Dulko Alisza Klejbanova  |
| június 16.         | Ordina Open 's-Hertogenbosch, Hollandia fű                   | Tier III   | Tamarine Tanasugarn 7-5, 6-3                   | Gyinara Szafina                     | Jelena Gyementyjeva Aljona Bondarenko        | Sorana Cirstea Katarina Srebotnik Michaella Krajicek Anna Csakvetadze   |
| június 16.         | Ordina Open 's-Hertogenbosch, Hollandia fű                   | Tier III   | Erakovic / Krajicek 6-3, 6-2                   | Dekmeijere / Kerber                 | Jelena Gyementyjeva Aljona Bondarenko        | Sorana Cirstea Katarina Srebotnik Michaella Krajicek Anna Csakvetadze   |
| június 23. (2 hét) | Wimbledon , London, Egyesült Királyság fű                    | Grand Slam | Venus Williams 7-5, 6-4                        | Serena Williams                     | Cseng Csie Jelena Gyementyjeva               | Nicole Vaidisova Agnieszka Radwanska Nagyja Petrova Tamarine Tanasugarn |
| június 23. (2 hét) | Wimbledon , London, Egyesült Királyság fű                    | Grand Slam | S. Williams / V. Williams 6-2, 6-2             | Raymond / Stosur                    | Cseng Csie Jelena Gyementyjeva               | Nicole Vaidisova Agnieszka Radwanska Nagyja Petrova Tamarine Tanasugarn |
| június 23. (2 hét) | Wimbledon , London, Egyesült Királyság fű                    | Grand Slam | Vegyes páros: B. Bryan / Stosur 7-5, 6-4       | M. Bryan / Srebotnik                | Cseng Csie Jelena Gyementyjeva               | Nicole Vaidisova Agnieszka Radwanska Nagyja Petrova Tamarine Tanasugarn |

### Július
| Időpont    | Torna                                                                | Kategória | Győztes                                     | Ellenfél a döntőben          | Elődöntősök                             | Negyeddöntősök                                                                         |
| ---------- | -------------------------------------------------------------------- | --------- | ------------------------------------------- | ---------------------------- | --------------------------------------- | -------------------------------------------------------------------------------------- |
| július 7.  | Budapest Grand Prix Budapest, Magyarország vörös salak               | Tier III  | Alizé Cornet 7-6(5), 6-3                    | Andreja Klepac               | Karolina Sprem Arn Gréta                | Petra Kvitová Marosi Katalin Klára Zakopalová Anna-Lena Grönefeld                      |
| július 7.  | Budapest Grand Prix Budapest, Magyarország vörös salak               | Tier III  | Cornet / Husarova 6-7(5), 6-1, 10-6         | Henke / Olaru                | Karolina Sprem Arn Gréta                | Petra Kvitová Marosi Katalin Klára Zakopalová Anna-Lena Grönefeld                      |
| július 7.  | Internazionali Femminili di Palermo Palermo, Olaszország vörös salak | Tier IV   | Sara Errani 6-2, 6-3                        | Marija Koritceva             | Flavia Pennetta Anabel Medina Garrigues | Margalita Csahnasvili Carla Suárez Navarro Anasztaszija Pavljucsenkova Tathiana Garbin |
| július 7.  | Internazionali Femminili di Palermo Palermo, Olaszország vörös salak | Tier IV   | Errani / Llagostera Vives 2-6, 7-6(1), 10-4 | Kudrjavceva / Pavljucsenkova | Flavia Pennetta Anabel Medina Garrigues | Margalita Csahnasvili Carla Suárez Navarro Anasztaszija Pavljucsenkova Tathiana Garbin |
| július 14. | Bank of the West Classic Stanford, Amerikai Egyesült Államok kemény  | Tier II   | Aleksandra Wozniak 7-5, 6-3                 | Marion Bartoli               | Serena Williams Szugijama Ai            | Patty Schnyder Samantha Stosur Dominika Cibulková Anna Csakvetadze                     |
| július 14. | Bank of the West Classic Stanford, Amerikai Egyesült Államok kemény  | Tier II   | Black / Huber 6-4, 6-3                      | Vesznyina / Zvonarjova       | Serena Williams Szugijama Ai            | Patty Schnyder Samantha Stosur Dominika Cibulková Anna Csakvetadze                     |
| július 14. | Gastein Ladies Bad Gastein, Ausztria vörös salak                     | Tier III  | Pauline Parmentier 6-4, 6-4                 | Lucie Hradecka               | Szávay Ágnes Marija Koritceva           | Iveta Benesova Yvonne Meusburger Tereza Hladikova Patricia Mayr                        |
| július 14. | Gastein Ladies Bad Gastein, Ausztria vörös salak                     | Tier III  | Hlavackova / Hradecka 6-3, 6-3              | Karatancseva / Zoric         | Szávay Ágnes Marija Koritceva           | Iveta Benesova Yvonne Meusburger Tereza Hladikova Patricia Mayr                        |
| július 21. | East West Bank Classic Los Angeles, Amerikai Egyesült Államok kemény | Tier II   | Gyinara Szafina 6-4, 6-2                    | Flavia Pennetta              | Jelena Janković Bethanie Mattek         | Nagyja Petrova Viktorija Azarenka Sybille Bammer Meng Yuan                             |
| július 21. | East West Bank Classic Los Angeles, Amerikai Egyesült Államok kemény | Tier II   | Csan / Csuang 1-6, 7-5, 10-4                | Hrdinova / Uhlirova          | Jelena Janković Bethanie Mattek         | Nagyja Petrova Viktorija Azarenka Sybille Bammer Meng Yuan                             |
| július 21. | Banka Koper Slovenia Open Portorož, Szlovénia kemény                 | Tier IV   | Sara Errani 6-3, 6-3                        | Anabel Medina Garrigues      | Caroline Wozniacki Julia Görges         | Marija Kirilenko Vera Dusevina Jelena Bovina Petra Martic                              |
| július 21. | Banka Koper Slovenia Open Portorož, Szlovénia kemény                 | Tier IV   | Medina Garrigues / Ruano Pascual 6-4, 6-1   | Dusevina / Makarova          | Caroline Wozniacki Julia Görges         | Marija Kirilenko Vera Dusevina Jelena Bovina Petra Martic                              |
| július 28. | Rogers Cup Montréal, Kanada kemény                                   | Tier I    | Gyinara Szafina 6-2, 6-1                    | Dominika Cibulková           | Viktorija Azarenka Marion Bartoli       | Tamira Paszek Szvetlana Kuznyecova Szugijama Ai Jelena Janković                        |
| július 28. | Rogers Cup Montréal, Kanada kemény                                   | Tier I    | Black / Huber 6-1, 6-1                      | Kirilenko / Pennetta         | Viktorija Azarenka Marion Bartoli       | Tamira Paszek Szvetlana Kuznyecova Szugijama Ai Jelena Janković                        |
| július 28. | Nordea Nordic Light Open Stockholm, Svédország kemény                | Tier IV   | Caroline Wozniacki 6-0, 6-2                 | Vera Dusevina                | Agnieszka Radwanska Katarina Srebotnik  | Camille Pin Anabel Medina Garrigues Virginia Ruano Pascual Iveta Benesova              |
| július 28. | Nordea Nordic Light Open Stockholm, Svédország kemény                | Tier IV   | Benesova / Zahlavová-Strýcová 7-5, 6-4      | Cetkovska / Safarova         | Agnieszka Radwanska Katarina Srebotnik  | Camille Pin Anabel Medina Garrigues Virginia Ruano Pascual Iveta Benesova              |

### Augusztus
| Időpont               | Torna                                                                                        | Kategória                          | Győztes                                 | Ellenfél a döntőben      | Elődöntősök                         | Elődöntősök                         | Negyeddöntősök                                                  |  |  |
| --------------------- | -------------------------------------------------------------------------------------------- | ---------------------------------- | --------------------------------------- | ------------------------ | ----------------------------------- | ----------------------------------- | --------------------------------------------------------------- |  |  |
| augusztus 11.         | Olimpiai játékok Peking, Kína Kemény                                                         |                                    | Arany                                   | Ezüst                    | Bronz                               | 4. hely                             | Sybille Bammer Serena Williams Venus Williams Jelena Janković   |  |  |
| augusztus 11.         | Olimpiai játékok Peking, Kína Kemény                                                         | Jelena Gyementyjeva 3–6, 7–5, 6–3  | Gyinara Szafina                         | Vera Zvonarjova 6–0, 7–5 | Li Na                               |                                     | Sybille Bammer Serena Williams Venus Williams Jelena Janković   |  |  |
| augusztus 11.         | Olimpiai játékok Peking, Kína Kemény                                                         | S. Williams / V. Williams 6–2, 6–0 | Medina Garrigues / Ruano Pascual        | Jen / Cseng 6–2, 6–2     | A. Bondarenko / K. Bondarenko       |                                     | Sybille Bammer Serena Williams Venus Williams Jelena Janković   |  |  |
| augusztus 11.         | Western & Southern Financial Group Women's Open Cincinnati, Amerikai Egyesült Államok kemény | Tier III                           | Nagyja Petrova 6-2, 6-1                 | Nathalie Dechy           | Amélie Mauresmo Marija Kirilenko    | Amélie Mauresmo Marija Kirilenko    | Vania King Aleksandra Wozniak Sabine Lisicki Lilia Osterloh     |  |  |
| augusztus 11.         | Western & Southern Financial Group Women's Open Cincinnati, Amerikai Egyesült Államok kemény | Tier III                           | Kirilenko / Petrova 6-3, 4-6, 10-8      | Hszie / Svedova          | Amélie Mauresmo Marija Kirilenko    | Amélie Mauresmo Marija Kirilenko    | Vania King Aleksandra Wozniak Sabine Lisicki Lilia Osterloh     |  |  |
| augusztus 18.         | Pilot Pen Tennis New Haven, Amerikai Egyesült Államok kemény                                 | Tier II                            | Caroline Wozniacki 3-6, 6-4, 6-1        | Anna Csakvetadze         | Amélie Mauresmo Alizé Cornet        | Amélie Mauresmo Alizé Cornet        | Sorana Cîrstea Szávay Ágnes Marion Bartoli Daniela Hantuchová   |  |  |
| augusztus 18.         | Pilot Pen Tennis New Haven, Amerikai Egyesült Államok kemény                                 | Tier II                            | Peschke / Stubbs 4-6, 7-5, 10-7         | Cirstea / Niculescu      | Amélie Mauresmo Alizé Cornet        | Amélie Mauresmo Alizé Cornet        | Sorana Cîrstea Szávay Ágnes Marion Bartoli Daniela Hantuchová   |  |  |
| augusztus 18.         | Forest Hills Women's Tennis Classic Forest Hills, Amerikai Egyesült Államok kemény           | Tier IV                            | Lucie Šafářová 6-4, 6-2                 | Peng Suaj                | Carla Suárez Navarro Iveta Benešová | Carla Suárez Navarro Iveta Benešová | Vera Dusevina Martina Müller Jekatyerina Makarova Jamea Jackson |  |  |
| augusztus 18.         | Forest Hills Women's Tennis Classic Forest Hills, Amerikai Egyesült Államok kemény           | Tier IV                            | Lucie Šafářová 6-4, 6-2                 | Peng Suaj                | Carla Suárez Navarro Iveta Benešová | Carla Suárez Navarro Iveta Benešová | Vera Dusevina Martina Müller Jekatyerina Makarova Jamea Jackson |  |  |
| augusztus 24. (2 hét) | US Open New York, Amerikai Egyesült Államok kemény                                           | Grand Slam                         | Serena Williams 6-4, 7-5                | Jelena Janković          | Gyinara Szafina Jelena Gyementyjeva | Gyinara Szafina Jelena Gyementyjeva | Flavia Pennetta Venus Williams Patty Schnyder Sybille Bammer    |  |  |
| augusztus 24. (2 hét) | US Open New York, Amerikai Egyesült Államok kemény                                           | Grand Slam                         | Black / Huber 6-3, 7-6(6)               | Raymond / Stosur         | Gyinara Szafina Jelena Gyementyjeva | Gyinara Szafina Jelena Gyementyjeva | Flavia Pennetta Venus Williams Patty Schnyder Sybille Bammer    |  |  |
| augusztus 24. (2 hét) | US Open New York, Amerikai Egyesült Államok kemény                                           | Grand Slam                         | Vegyes páros: Pedzs / Black 7-6(6), 6-4 | J. Murray / Huber        | Gyinara Szafina Jelena Gyementyjeva | Gyinara Szafina Jelena Gyementyjeva | Flavia Pennetta Venus Williams Patty Schnyder Sybille Bammer    |  |  |

### Szeptember
| Időpont        | Torna                                                            | Kategória | Győztes                               | Ellenfél a döntőben   | Elődöntősök                          | Negyeddöntősök                                                                   |
| -------------- | ---------------------------------------------------------------- | --------- | ------------------------------------- | --------------------- | ------------------------------------ | -------------------------------------------------------------------------------- |
| szeptember 8.  | Commonwealth Bank Tennis Classic Bali, Indonézia kemény          | Tier III  | Patty Schnyder 6-3, 6-0               | Tamira Paszek         | Daniela Hantuchová Nagyja Petrova    | Csan Jung-zsan Flavia Pennetta Francesca Schiavone Marta Domachowska             |
| szeptember 8.  | Commonwealth Bank Tennis Classic Bali, Indonézia kemény          | Tier III  | Hszie / Peng 6-7(4), 7-6(3), 10-7     | Domachowska / Petrova | Daniela Hantuchová Nagyja Petrova    | Csan Jung-zsan Flavia Pennetta Francesca Schiavone Marta Domachowska             |
| szeptember 15. | Toray Pan Pacific Open Tokió, Japán kemény                       | Tier I    | Gyinara Szafina 6-1, 6-3              | Szvetlana Kuznyecova  | Katarina Srebotnik Nagyja Petrova    | Jelena Janković Jelena Gyementyjeva Kaia Kanepi Agnieszka Radwanska              |
| szeptember 15. | Toray Pan Pacific Open Tokió, Japán kemény                       | Tier I    | King / Petrova 6-1, 6-4               | Raymond / Stosur      | Katarina Srebotnik Nagyja Petrova    | Jelena Janković Jelena Gyementyjeva Kaia Kanepi Agnieszka Radwanska              |
| szeptember 15. | Guangzhou International Women’s Open Kanton, Kína kemény         | Tier III  | Vera Zvonarjova 6-7(4), 6-0, 6-2      | Peng Suaj             | Cseng Csie Camille Pin               | Karin Knapp Tamira Paszek Jill Craybas Arantxa Rus                               |
| szeptember 15. | Guangzhou International Women’s Open Kanton, Kína kemény         | Tier III  | Koritceva / Pucsek 6-3, 4-6, 10-8     | Szun / Jen            | Cseng Csie Camille Pin               | Karin Knapp Tamira Paszek Jill Craybas Arantxa Rus                               |
| szeptember 22. | China Open Peking, Kína kemény                                   | Tier II   | Jelena Janković 6-3, 6-2              | Szvetlana Kuznyecova  | Vera Zvonarjova Cseng Csie           | Daniela Hantuchová Anabel Medina Garrigues Dominika Cibulková Ana Ivanović       |
| szeptember 22. | China Open Peking, Kína kemény                                   | Tier II   | Medina Garrigues / Wozniacki 6-1, 6-3 | Han / Hszü            | Vera Zvonarjova Cseng Csie           | Daniela Hantuchová Anabel Medina Garrigues Dominika Cibulková Ana Ivanović       |
| szeptember 22. | Hansol Korea Open Tennis Championships Szöul, Korea kemény       | Tier IV   | Marija Kirilenko 2-6, 6-1, 6-4        | Samantha Stosur       | Kaia Kanepi Jill Craybas             | Pauline Parmentier Yanina Wickmayer Jekatyerina Makarova Sahar Peér              |
| szeptember 22. | Hansol Korea Open Tennis Championships Szöul, Korea kemény       | Tier IV   | Csuang / Hszie 6-3, 6-0               | Dusevina / Kirilenko  | Kaia Kanepi Jill Craybas             | Pauline Parmentier Yanina Wickmayer Jekatyerina Makarova Sahar Peér              |
| szeptember 29. | Porsche Tennis Grand Prix Stuttgart, Németország kemény (fedett) | Tier II   | Jelena Janković 6-4, 6-3              | Nagyja Petrova        | Viktorija Azarenka Venus Williams    | Li Na Jelena Gyementyjeva Gyinara Szafina Vera Zvonarjova                        |
| szeptember 29. | Porsche Tennis Grand Prix Stuttgart, Németország kemény (fedett) | Tier II   | Grönefeld / Schnyder 6-2, 6-4         | Peschke / Stubbs      | Viktorija Azarenka Venus Williams    | Li Na Jelena Gyementyjeva Gyinara Szafina Vera Zvonarjova                        |
| szeptember 29. | IG Japan Open Tennis Championships Tokió, Japán kemény           | Tier III  | Caroline Wozniacki 6-2, 3-6, 6-1      | Kaia Kanepi           | Jarmila Gajdošová Aleksandra Wozniak | Tamarine Tanasugarn Klára Zakopalová Anasztaszija Pavljucsenkova Samantha Stosur |
| szeptember 29. | IG Japan Open Tennis Championships Tokió, Japán kemény           | Tier III  | Craybas / Erakovic 4-6, 7-5, 10-6     | Morita / Nakamura     | Jarmila Gajdošová Aleksandra Wozniak | Tamarine Tanasugarn Klára Zakopalová Anasztaszija Pavljucsenkova Samantha Stosur |
| szeptember 29. | Tashkent Open Taskent, Üzbegisztán kemény                        | Tier IV   | Sorana Cîrstea 2-6, 6-4, 7-6(4)       | Sabine Lisicki        | Peng Suaj Magdaléna Rybáriková       | Monica Niculescu Urszula Radwanska Michelle Larcher de Brito Ioana Raluca Olaru  |
| szeptember 29. | Tashkent Open Taskent, Üzbegisztán kemény                        | Tier IV   | Olaru / Szavcsuk 5-7, 7-5, 10-7       | Bratcsikova / Wörle   | Peng Suaj Magdaléna Rybáriková       | Monica Niculescu Urszula Radwanska Michelle Larcher de Brito Ioana Raluca Olaru  |

### Október
| Időpont     | Torna                                                                 | Kategória | Győztes                              | Ellenfél a döntőben  | Elődöntősök                          | Negyeddöntősök                                                            |
| ----------- | --------------------------------------------------------------------- | --------- | ------------------------------------ | -------------------- | ------------------------------------ | ------------------------------------------------------------------------- |
| október 6.  | Kremlin Cup Moszkva, Oroszország szőnyeg (fedett)                     | Tier I    | Jelena Janković 6-2, 6-4             | Vera Zvonarjova      | Jelena Gyementyjeva Gyinara Szafina  | Flavia Pennetta Nagyja Petrova Dominika Cibulková Szvetlana Kuznyecova    |
| október 6.  | Kremlin Cup Moszkva, Oroszország szőnyeg (fedett)                     | Tier I    | Petrova / Srebotnik 6-4, 6-4         | Black / Huber        | Jelena Gyementyjeva Gyinara Szafina  | Flavia Pennetta Nagyja Petrova Dominika Cibulková Szvetlana Kuznyecova    |
| október 13. | Zürich Open Zürich, Svájc kemény (fedett)                             | Tier II   | Venus Williams 7-6(1), 6-2           | Flavia Pennetta      | Anabel Medina Garrigues Ana Ivanović | Katarina Srebotnik Viktorija Azarenka Francesca Schiavone Petra Kvitová   |
| október 13. | Zürich Open Zürich, Svájc kemény (fedett)                             | Tier II   | Black / Huber 6-1, 7-6(3)            | Grönefeld / Schnyder | Anabel Medina Garrigues Ana Ivanović | Katarina Srebotnik Viktorija Azarenka Francesca Schiavone Petra Kvitová   |
| október 20. | Generali Ladies Linz Linz, Ausztria kemény (fedett)                   | Tier II   | Ana Ivanović 6-2, 6-1                | Vera Zvonarjova      | Agnieszka Radwanska Marion Bartoli   | Flavia Pennetta Nagyja Petrova Aljona Bondarenko Alizé Cornet             |
| október 20. | Generali Ladies Linz Linz, Ausztria kemény (fedett)                   | Tier II   | Srebotnik / Szugijama 6-4, 7-5       | Black / Huber        | Agnieszka Radwanska Marion Bartoli   | Flavia Pennetta Nagyja Petrova Aljona Bondarenko Alizé Cornet             |
| október 27. | Fortis Championships Luxembourg Luxembourg, Luxemburg kemény (fedett) | Tier III  | Jelena Gyementyjeva 2-6, 6-4, 7-6(4) | Caroline Wozniacki   | Sorana Cîrstea Li Na                 | Amélie Mauresmo Daniela Hantuchová Anabel Medina Garrigues Iveta Benešová |
| október 27. | Fortis Championships Luxembourg Luxembourg, Luxemburg kemény (fedett) | Tier III  | Cîrstea / Erakovic 2-6, 6-3, 10-8    | Dusevina / Koritceva | Sorana Cîrstea Li Na                 | Amélie Mauresmo Daniela Hantuchová Anabel Medina Garrigues Iveta Benešová |
| október 27. | Bell Challenge Québec, Kanada kemény (fedett)                         | Tier III  | Nagyja Petrova 4-6, 6-4, 6-1         | Bethanie Mattek      | Angela Haynes Aleksandra Wozniak     | Czink Melinda Nathalie Dechy Galina Voszkobojeva Melanie Oudin            |
| október 27. | Bell Challenge Québec, Kanada kemény (fedett)                         | Tier III  | Grönefeld / King 7-6(3), 6-4         | Craybas / Tanasugarn | Angela Haynes Aleksandra Wozniak     | Czink Melinda Nathalie Dechy Galina Voszkobojeva Melanie Oudin            |

### November
| Időpont     | Torna                                     | Kategória              | Győztes                         | Ellenfél a döntőben | Elődöntősök                         | Csoportmeccsek                                                                                       |
| ----------- | ----------------------------------------- | ---------------------- | ------------------------------- | ------------------- | ----------------------------------- | --- |
| november 3. | WTA Tour Championships Doha, Katar kemény |                        | Venus Williams 6-7(5), 6-0, 6-2 | Vera Zvonarjova     | Jelena Janković Jelena Gyementyjeva | Ana Ivanović Szvetlana Kuznyecova Serena Williams Gyinara Szafina Agnieszka Radwanska Nagyja Petrova |
| november 3. | WTA Tour Championships Doha, Katar kemény | Black / Huber 6-1, 7-5 | Peschke / Stubbs                |                     | Jelena Janković Jelena Gyementyjeva | Ana Ivanović Szvetlana Kuznyecova Serena Williams Gyinara Szafina Agnieszka Radwanska Nagyja Petrova |